# The Package (filme)
The Package é um filme de ação direct-to-video de 2013 dirigido por Jesse V. Johnson e estrelado por "Stone Cold" Steve Austin e Dolph Lundgren. 
As filmagens começaram em fevereiro de 2012, parte das quais ocorreram em Abbotsford (Colúmbia Britânica),  e o filme foi lançado em 9 de fevereiro de 2013. 

## Elenco
- Steve Austin como Tommy Wick
- Dolph Lundgren como O Alemão
- Eric Keenleyside como Big Doug
- Mike Dopud como Julio
- John Novak como Nicholas
- Kristen Kerr como Darla
- Darren Shahlavi como Devon
- Paul Wu como Dosan
- Lochlyn Munro como Eddie
- Mark Gibbon como Jake
- Peter Bryant como Ralph
- Monique Ganderton como Monique
- Michael Daingerfield como Anthony
- Jerry Trimble como Carl
- Patrick Sabongui as Luis